# Strana Šípových křížů
Strana Šípových křížů – Hungaristické hnutí (zkráceně NYKP, (maďarsky Nyilaskeresztes Párt – Hungarista Mozgalom), hovorově též nyilašovci nebo szálášovci) byla totalitní antisemitská nacistická strana v Maďarském království. Jejím předsedou byl Ferenc Szálasi.

## Historie
Strana vznikla pod názvem Strana Šípových křížů (Nyilaskeresztes Párt) dne 15. března 1939, kdy se transformovala ze zakázané strany NSZMP–HM (Maďarská národně socialistická strana – hnutí Maďarů). Účastnila se parlamentních voleb 1939, ve kterých získala 29 mandátů. V létě téhož roku měla kolem 300 000 členů. Název Nyilaskeresztes Párt – Hungarista Mozgalom používala od 24. února 1942. Nařízením vlády Döme Sztójaye byla strana 24. srpna 1944 oficiálně zrušena, pracovala však nadále v ilegalitě.

Státní znak Maďarského státu

K moci se strana dostala ke konci druhé světové války během nacistického převratu dne 15. října 1944, kdy se po sesazení regenta Miklóse Horthyho stal hlavou státu jako „Vůdce národa“ Ferenc Szálasi, který jmenoval svou Vládu národní jednoty (období tzv. Maďarského státu). Ihned po převratu došlo k dalšímu vraždění a pronásledování Židů. Asi polovina z celkového počtu 200 000 členů budapešťské židovské komunity přišla o život během akcí Šípových křížů a víc než osmdesát tisíc Židů, včetně žen, dětí a starců, bylo deportováno do koncentračních táborů.
Zároveň strana rozhodla pokračovat ve válce po boku Třetí říše a vyhlásila totální mobilizaci, která se týkala všech mužů a později i žen ve věku 14–70 let. Podle Hitlera byla Budapešť poslední překážka, která by mohla zastavit Rudou armádu před příchodem do Vídně a celého Německa. Hitler tedy nakázal bránit Budapešť do posledního muže – Budapešťská operace. Odstupující německá armáda nasadila vzdušné síly a začala město bombardovat. Vyhodila do povětří všechny mosty přes Dunaj a zničila také mnoho domů. Po téměř stodenním boji bylo město plné trosek a mrtvol. Dne 13. února 1945, po dvouměsíčním obléhání, byla Budapešť dobyta vojsky Rudé armády.
Szálásiho vláda přestala existovat dne 28. března 1945. Všichni členové vlády nalezli útočiště ve Třetí říši, kde byli zajati a většina byla předána zpět do Maďarska k lidovému soudu. Dva ministři byli odsouzeni k doživotním nuceným pracím, zatímco všichni zbývající k trestu smrti oběšením. Samotný vůdce Ferenc Szálasi byl souzen za zločiny proti státu, proti lidskosti a válečné zločiny. Popraven byl dne 12. března 1946.

## Ideologie a příčiny
Ačkoliv Strana Šípových křížů zastávala extrémně radikální fašistické a xenofobní názory, od německého nacismu či italského fašismu se lišila především ve své ideologické podstatě. Antisemitské názory vycházely z její křesťanské víry a událostí kolem komunistického puče v roce 1919, jehož představitelé (Béla Kun, Tibor Szamuely) pocházeli ze židovských rodin. Přestože Kun měl židovského otce, ale protestantskou matku, v očích mnoha Maďarů byl další součástí „spikleneckého židobolševismu“.
Mezi tradiční voliče Strany Šípových křížů patřili vojáci, nacionalisté, rolníci či vojenští pracovníci.

## Název strany
Název strany Šípové kříže vznikl podle znaku strany, na němž byl kříž protnutý šípem, po vzoru hákového kříže.

## Volby
| Volby | Počet hlasů | Počet hlasů v % | Počet mandátů | Počet mandátů v % | Úloha v parlamentu |
| ----- | ----------- | --------------- | ------------- | ----------------- | ------------------ |
| 1939  | 338 049     | 15,41%          | 29            | 11,15%            | Opozice            |